# Караулов, Сергей Геннадьевич
Сергей Геннадьевич Караулов (11 июля 1991, Иркутск) — российский биатлонист, чемпион и призёр чемпионата России. Мастер спорта России (2010).

## Биография
Выпускник ДЮСШ Усть-Кутского района Иркутской области, позднее также выступал за Красноярский край. Вызывался в юношескую сборную России. Призёр юниорского первенства России 2012 года в гонке преследования. На взрослом уровне выступает за Ханты-Мансийский автономный округ, представляет СДЮСШОР Сургутского района (г. Солнечный), тренер — Николай Николаевич Князев.
Неоднократно завоёвывал медали чемпионата России в командных дисциплинах. В 2016 и 2017 годах становился чемпионом страны в гонке патрулей, в 2018 году стал серебряным призёром в командной гонке, а в 2016 году — бронзовым призёром в смешанной эстафете.
Победитель этапа Кубка России в эстафете.
Окончил Уфимский государственный нефтяной технический университет.